# Tomokazu Harimoto
Tomokazu Harimoto (張本 智和, Harimoto Tomokazu, 27 de junho de 2003) é uma mesa-tenista japonês, medalhista olímpico.

## Carreira
Harimoto conquistou a medalha de bronze nos Jogos Olímpicos de Verão de 2020 em Tóquio na prova de equipes masculinas após derrotar o trio sul-coreano, Jang Woo-jin, Jeoung Young-sik e Lee Sang-su. Em agosto de 2017, ele se tornou o mais jovem vencedor de um título individual masculino do ITTF World Tour, vencendo o título do Open da Tchéquia com apenas 14 anos.